# Черниговский уезд

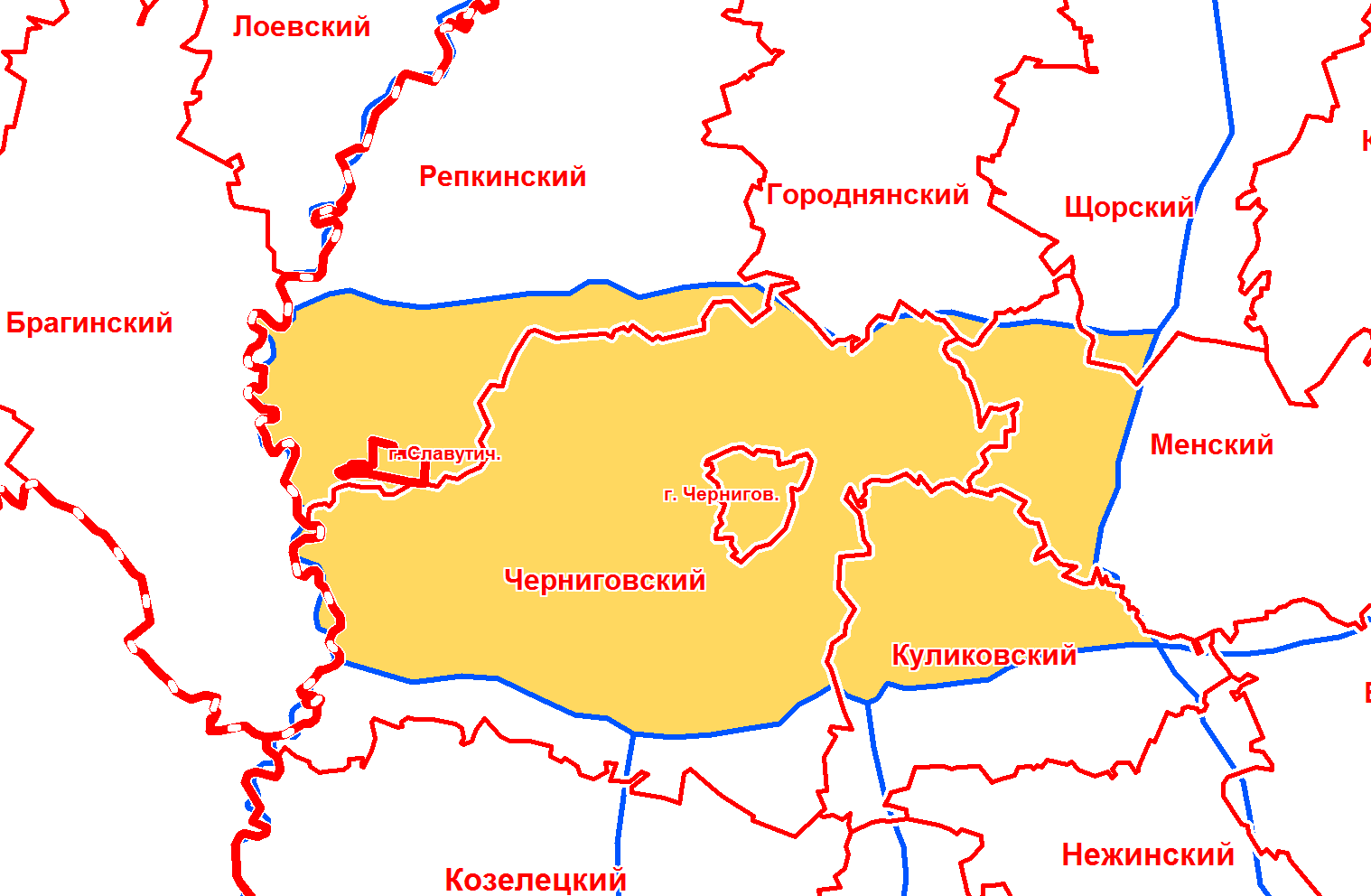
Черниговский уезд в современной сетке районов

Черни́говский уе́зд — административно-территориальная единица в составе Черниговской губернии Российской империи, существовавшая в 1781 — 1923 годы. Уездный город — Чернигов.

## История
Уезд образован в 1781 году в составе Черниговского наместничества. В 1796 году вошел в состав восстановленной Малороссийской губернии. С 1802 года — в Черниговской губернии. В 1923 году уезд был упразднён, на его территории образован Черниговский район Черниговского округа.

## Население
По переписи 1897 года население уезда составляло 162 123 человек, в том числе в городе Чернигов — 27 716 жителей, в безуездном городе Березна — 9922 жителей.

### Национальный состав
Национальный состав по переписи 1897 года:
- малороссы (украинцы) — 139 656 человек (86,1 %)
- евреи — 12 257 человек (7,6 %)
- русские — 9 012 человек (5,6 %)

## Административное деление
В 1913 году в состав уезда входило 12 волостей: 
| - Антоновская волость — д. Антоновичи, - Березинская волость — г. Березна, - Горбовская волость — с. Горбов, - Довжицкая волость — с. Довжик, - Козлянская волость — с. Козел, - Пакульская волость — с. Пакуль, | - Редьковская волость — с. Редьковка, - Салтыково-Девицкая волость — м. Салтыкова-Девица, - Седневская волость — м. Седнев, - Слабинская волость — с. Слабин, - Холявинская волость — с. Холявин, - Яновская волость — с. Яновка. |